# Dina Miftachutdynowa

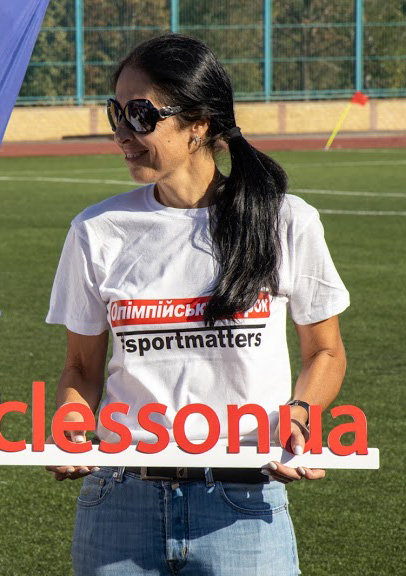
Dina Miftachutdynowa (2020)

Dina Arturiwna Miftachutdynowa (ukrainisch Діна Артурівна Міфтахутдинова; * 2. November 1973) ist eine ehemalige ukrainische Ruderin, die 1996 eine olympische Silbermedaille gewann.

## Sportliche Karriere
Bei den Weltmeisterschaften 1994 in Indianapolis erreichte der ukrainische Doppelvierer mit Switlana Masij, Dina Miftachutdynowa, Olena Ronschyna und Tetjana Ustjuschanina den dritten Platz hinter den Deutschen und den Chinesinnen. Im Jahr darauf belegte der ukrainische Doppelvierer den zehnten Platz bei den Weltmeisterschaften in Tampere. Bei den Olympischen Spielen 1996 in Atlanta gewannen Switlana Masij, Dina Miftachutdynowa, Inna Frolowa und Olena Ronschyna die Silbermedaille hinter dem deutschen Boot.
1997 fanden die Weltmeisterschaften auf dem Lac d’Aiguebelette statt. Der ukrainische Doppelvierer in der gleichen Besetzung wie 1996 erhielt die Bronzemedaille hinter den Deutschen und den Däninnen. 1998 ruderte Miftachutdynowa im Ruder-Weltcup zusammen mit Olena Ronschyna im Doppelzweier, die beiden belegten in München den zweiten Platz. Bei den Weltmeisterschaften in Köln trat Miftachutdynowa im Doppelvierer an und belegte den siebten Platz. 1999 siegte Miftachutdynowa mit dem Doppelvierer beim Weltcup-Auftakt in Hazewinkel, bei den Weltmeisterschaften 1999 war sie nicht am Start. In der Olympiasaison 2000 kehrte sie aber in den Doppelvierer zurück. Zusammen mit Tetjana Ustjuschanina, Switlana Masij und Olena Morosowa-Ronschyna belegte sie den vierten Platz bei den Olympischen Spielen in Sydney mit vier Sekunden Rückstand auf die russischen Gewinnerinnen der Bronzemedaille.
Die 1,81 m große Dina Miftachutdynowa ruderte für Ukraina Dnipropetrowsk.